# 송승환의 초대
《송승환의 초대》는 TV조선에서 2024년 3월 24일부터 2024년 4월 7일까지 방송했던 교양 프로그램이었다.

## 프로그램 소개
연예인이 살아온 인생사를 송승환의 시선으로 되짚어 보는 인생 토크 쇼

## MC
- 배우 송승환

## 게스트
- 1회 : 배우 채시라
- 2회 : 배우 강부자, 배우 김창숙
- 3회 : 배우 정혜선